# Decorazione onorifica
Una decorazione è una distinzione d'onore concessa da uno Stato ad una persona fisica o giuridica (ad esempio una città, un'unità militare, ecc.) in riconoscimento di specifici atti di valore o di merito sia in ambito civile che militare.
In genere, la decorazione è costituita da un distintivo in metallo (normalmente una medaglia, una croce o una stella) appeso ad un nastro, ma non mancano gli esempi di decorazioni di diversa foggia e materiale.